# Lepidophora lepidocera
Lepidophora lepidocera är en tvåvingeart som först beskrevs av Christian Rudolph Wilhelm Wiedemann 1828.  Lepidophora lepidocera ingår i släktet Lepidophora och familjen svävflugor. Inga underarter finns listade i Catalogue of Life.

## Bildgalleri

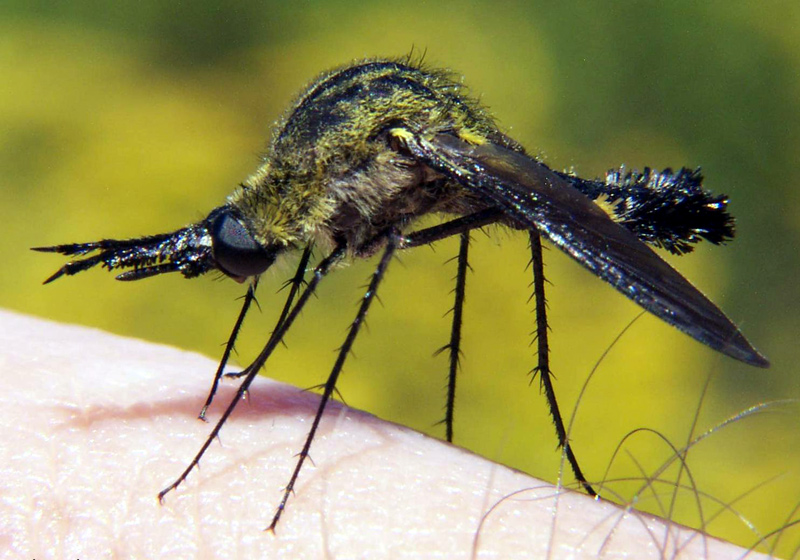